# 村島雅人
村島 雅人（むらしま まさと、1960年3月21日 - ）は、日本の実業家。日新火災海上保険代表取締役社長、日本損害保険協会副会長。

## 人物・経歴
北海道出身。1982年小樽商科大学商学部卒業、日新火災海上保険入社。営業や企画を経て、2003年人事部長。2004年埼玉統括営業部長。2006年営業推進部長。2008年執行役員営業推進部長。2009年取締役執行役員経営企画部長に昇格。2010年取締役常務執行役員経営企画部長。
2012年から日新火災海上保険代表取締役社長を務め、2015年からは損害保険業界初で初めて日本マンション管理士会連合会のマンション管理適正化診断サービス診断結果に応じて保険料が決まるマンション管理組合向け保険「マンションドクター火災保険」の販売を開始し、2018年には累計販売件数が3000件を突破した。同年日本損害保険協会副会長。